# Дворец творчества детей и молодёжи имени А. П. Гайдара
Дворец творчества детей и молодежи имени А. П. Гайдара (полное наименование — Государственное бюджетное образовательное учреждение дополнительного образования города Москвы «Дворец творчества детей и молодёжи имени А. П. Гайдара») — многопрофильное государственное учреждение дополнительного образования детей и молодежи в районе Текстильщики города Москвы. В 1974 году получил имя советского детского писателя Аркадия Гайдара.

## История

### Советское время
Дворец пионеров был создан в 1936 году, основной его задачей ставилась воспитательная внешкольная работа среди детей и подростков. Пионерское движение было призвано воспитывать подрастающее поколение в духе коммунистических идеалов. Первый тимуровский отряд образовался в 1940 году в школе № 2 города Клина. Именно в этом городе Аркадий Гайдар написал свою повесть «Тимур и его команда».
.
В 1946 году дворец сменил название на Дом пионеров Таганского района города Москвы. Ещё через два года он стал Домом пионеров и школьников Ждановского района города Москвы в связи с переименованием Таганского района в Ждановский. В 1966 году учреждение переехало в новое здание — дом 2 на улице Шкулёва, где находится по настоящее время. В новом здании открылись художественные и спортивные кружки.
В 1960-е — 1970-е годы в Доме пионеров проводились Гайдаровские недели — слёт пионерских отрядов и дружин, носящих имя писателя. Воспитанники Дома пионеров открыли музей, посвященный Аркадию Гайдару, они самостоятельно собирали материалы и фотографии о его жизни. В поисках экспонатов помогал сын Гайдара — Тимур. Дом пионеров также издавал газету «Гайдаровские искры», которая распространялась в нескольких городах СССР.
7 января 1974 года Постановлением Совета министров РСФСР Дворцу пионеров и школьников было присвоено имя Аркадия Петровича Гайдара за большой вклад в дело воспитания детей и подростков.

### Современность

Памятник Аркадию Гайдару на территории Дворца творчества, 2016 год

В 2014 году приказом Департамента образования города Москвы № 383 было объединено шесть организаций дополнительного образования, все вошли в состав Дворца творчества: «Центр детского творчества „Рязанский“», «Центр развития творчества детей и юношества», «Центр детского творчества „Южнопортовый“», «Центр развития творчества детей и юношества „Жулебино“» и «Детский оздоровительно-образовательный центр „Юго-Восточный“».
С 4 февраля 2015 года учреждение получило название Дворец творчества детей и молодежи имени А. П. Гайдара.
9 декабря 2017 года к учреждению присоединилась организация дополнительного образования «Центр развития творчества детей и юношества „Технорама на Юго-Востоке“».
Сегодня Дворец — это многопрофильное образовательное учреждение дополнительного образования, востребованное как детьми, так и их родителями. Дворец творчества детей и молодежи имени А. П. Гайдара является окружным координатором по эколого-просветительской деятельности и оператором по туристской деятельности по ЮВАО города Москвы. С июня 2015 года Дворец творчества является экспериментальной площадкой по робототехнике. В 2016 году Дворец творчества стал городским оператором по развитию деятельности Общероссийской общественно-государственной детско-юношеской организации «Российское движение школьников» (РДШ). Председателем Московского отделения РДШ является директор дворца Н. М. Куранина.

## Структура
Комплекс Дворца состоит из нескольких зданий в ЮВАО города Москвы — в районах Текстильщики, Выхино-Жулебино, а также Нижегородском, Рязанском, Южнопортовом.
Дворец на улице Шкулёва состоит из трёх зданий, общей площадью более 10 тыс. м², со спортивными и хореографическими залами, IT-полигоном и кино-концертным залом на 550 мест. Площадь территории комплекса составляет 7 га. На ней находится футбольное поле и 25-метровый бассейн.
В центре открыты кружки и секции по следующим направлениям:
- художественное
- социально-педагогическое
- естественнонаучное
- физкультурно-спортивное
- техническое
- туристско-краеведческое

## Галерея

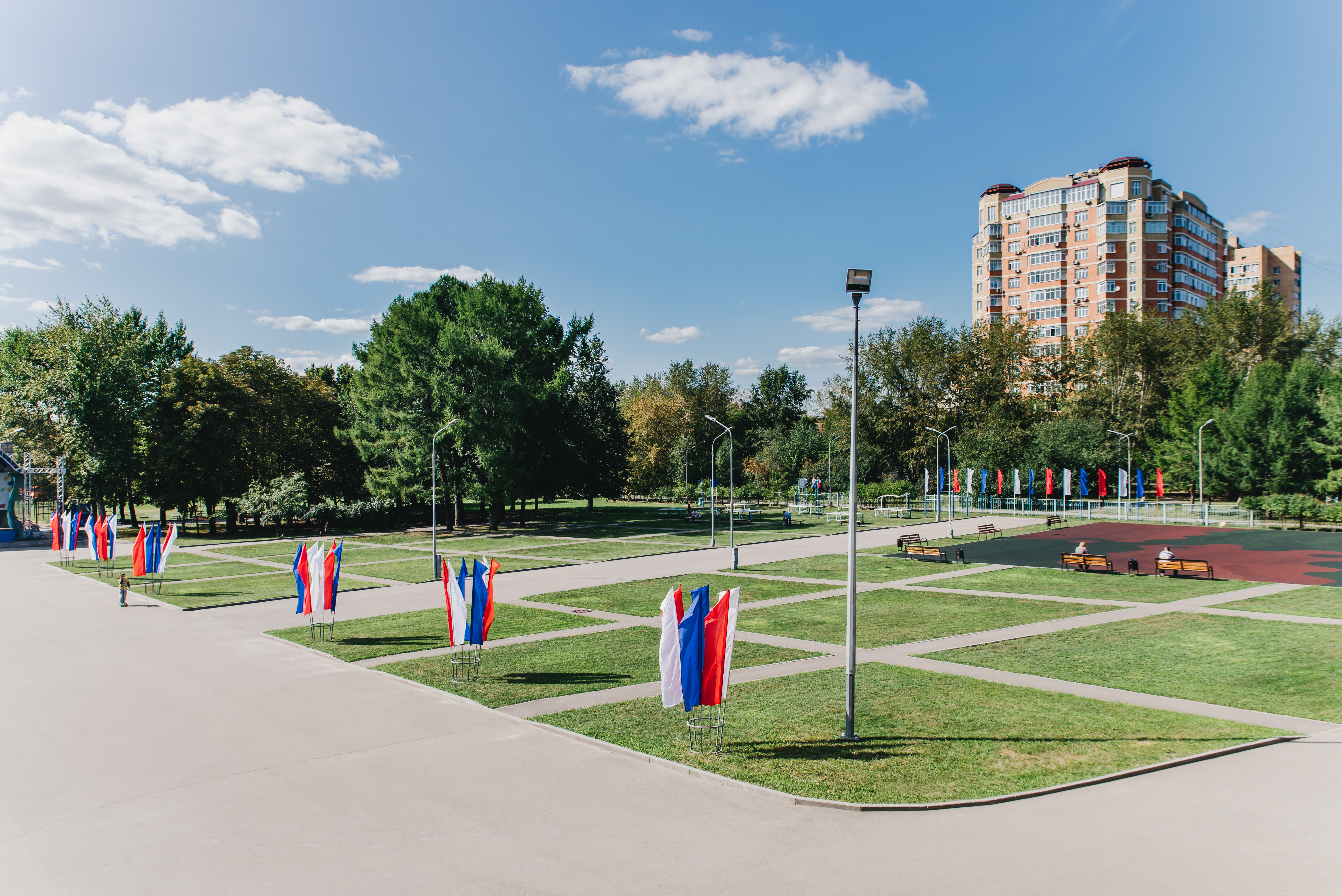
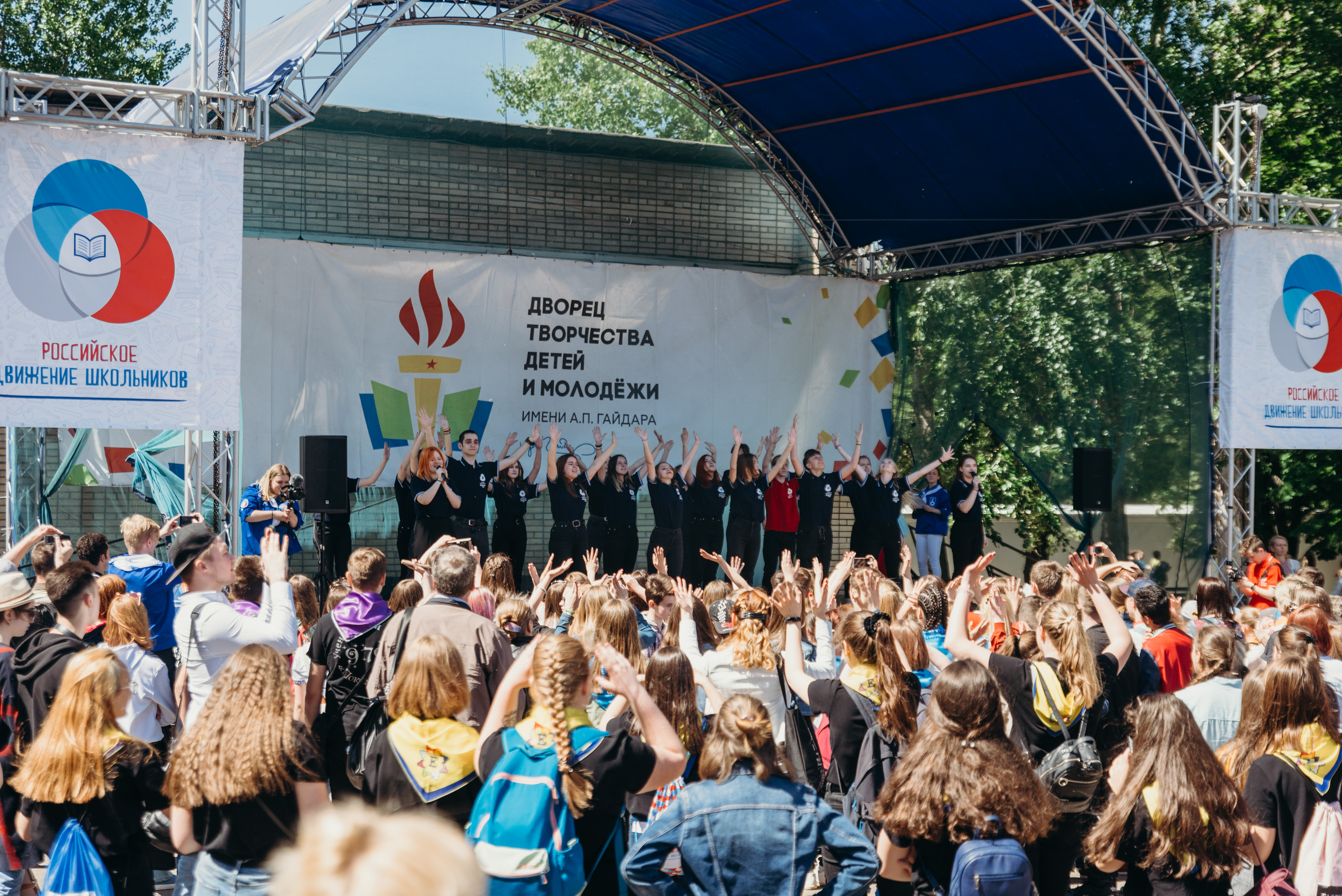
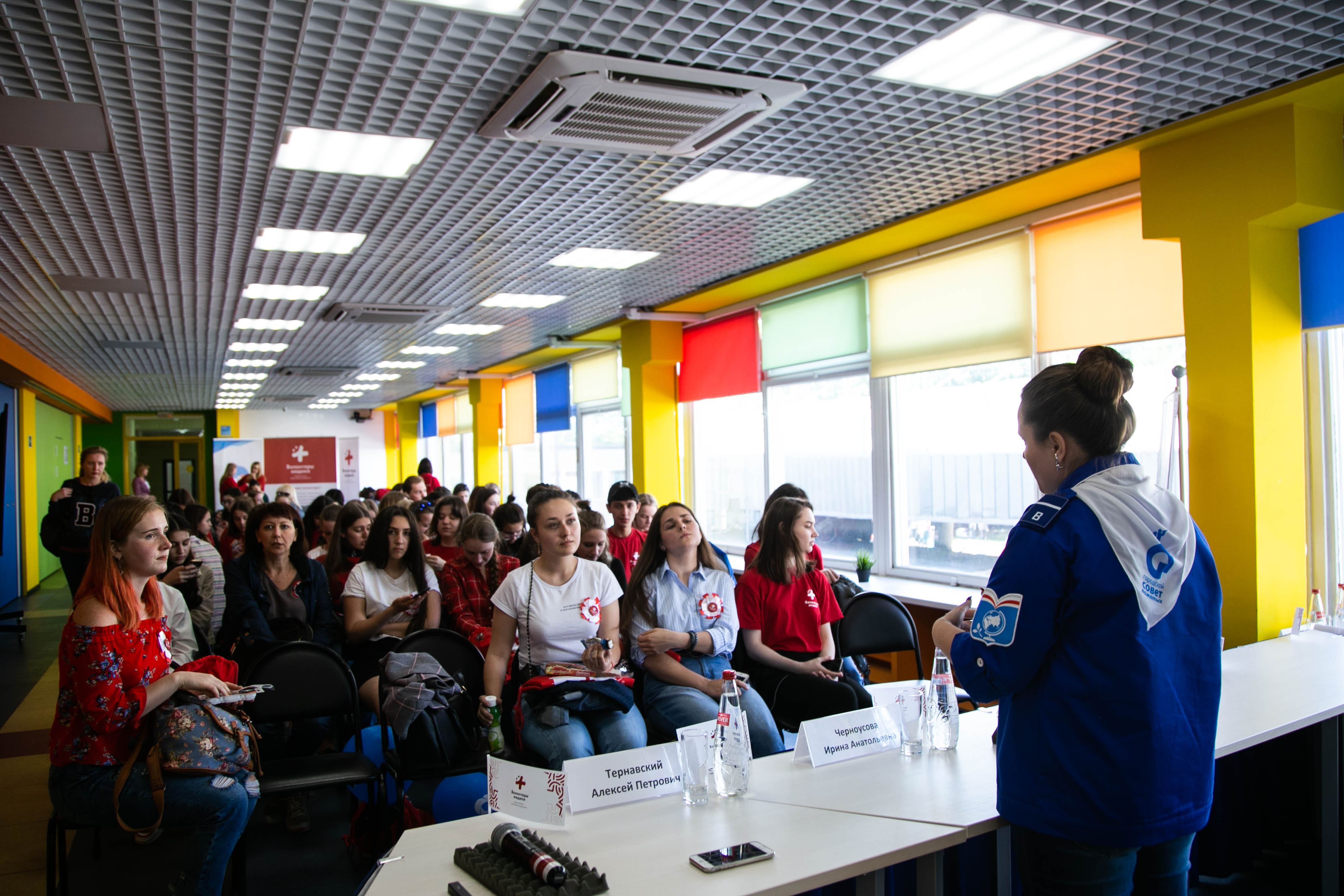
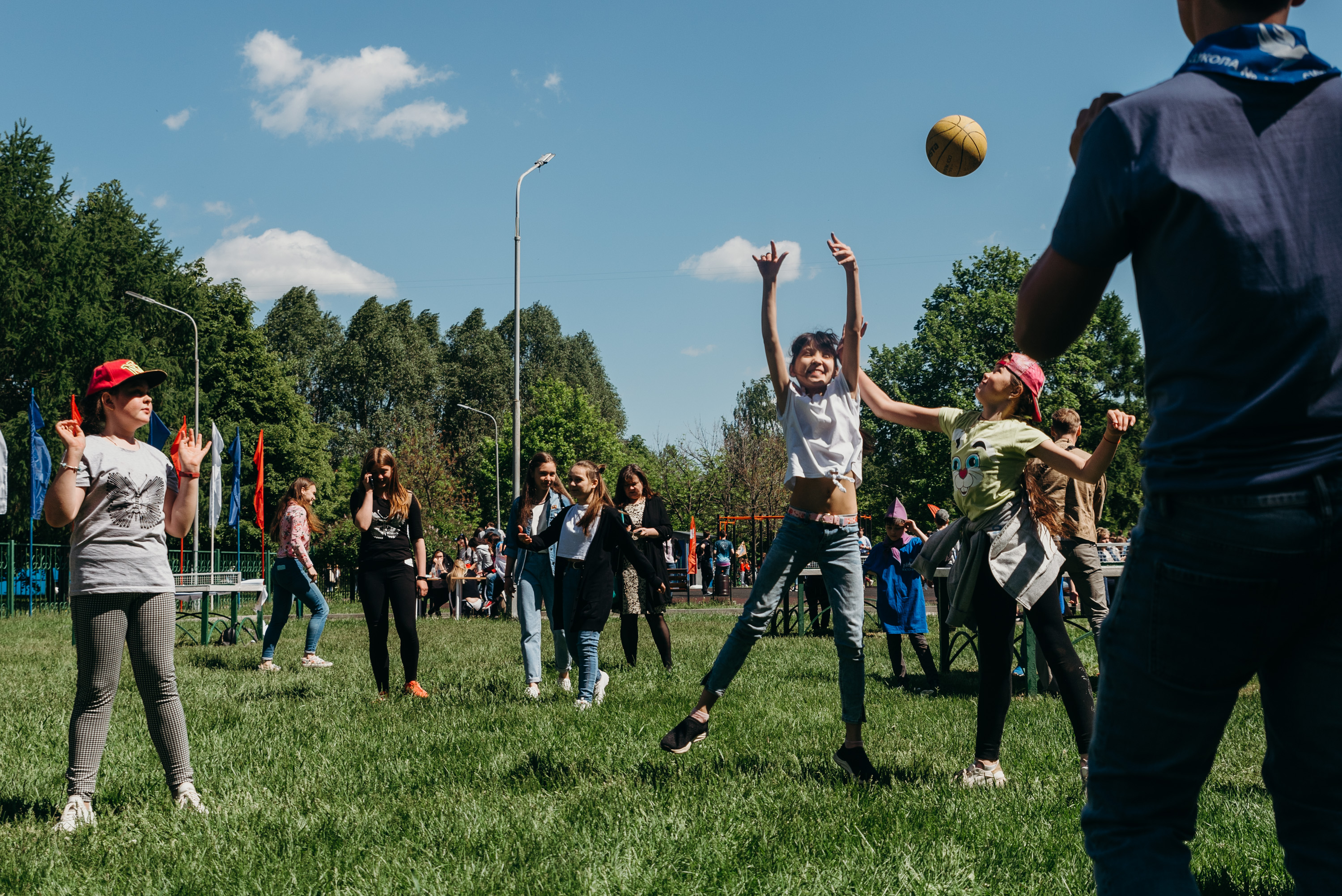
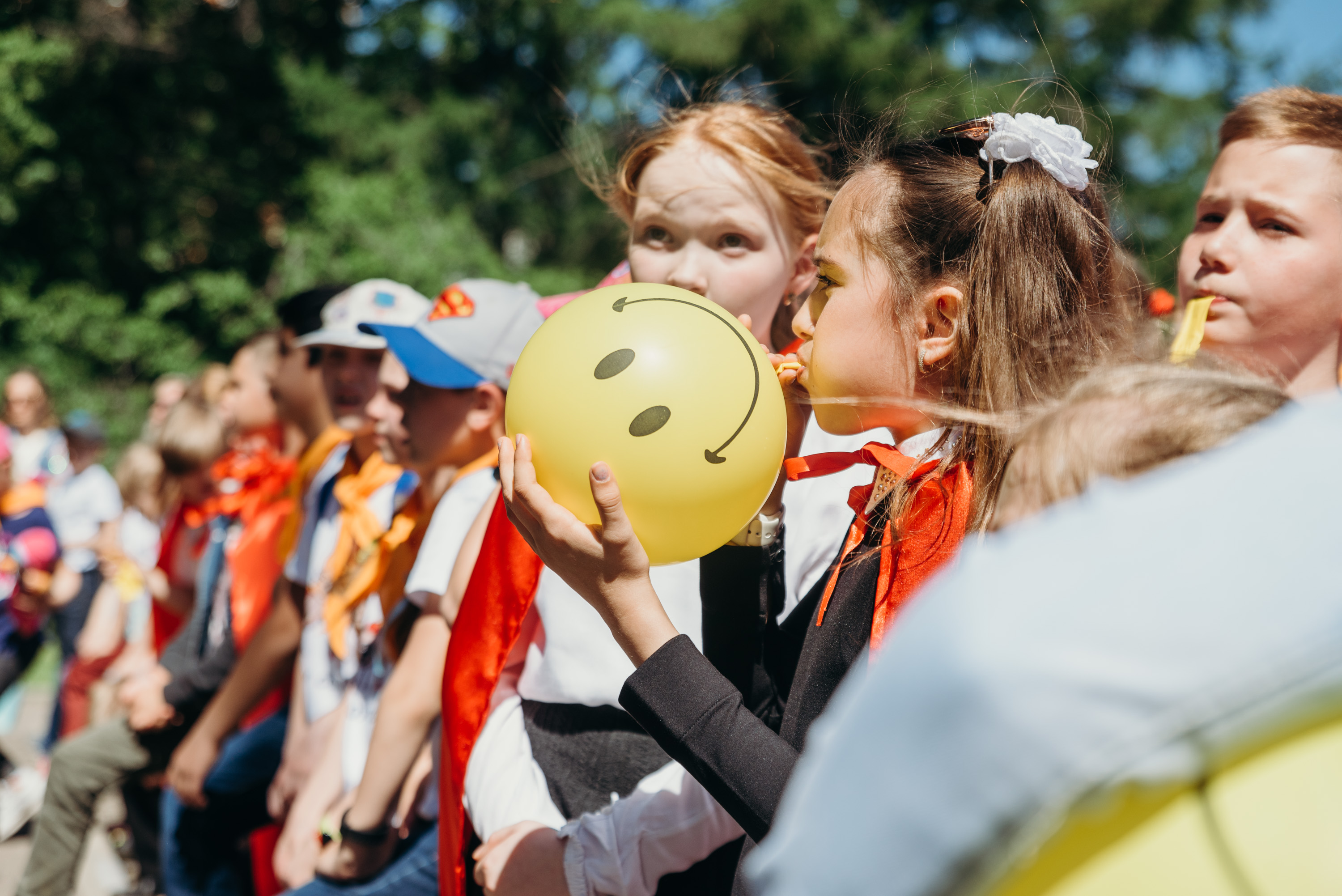
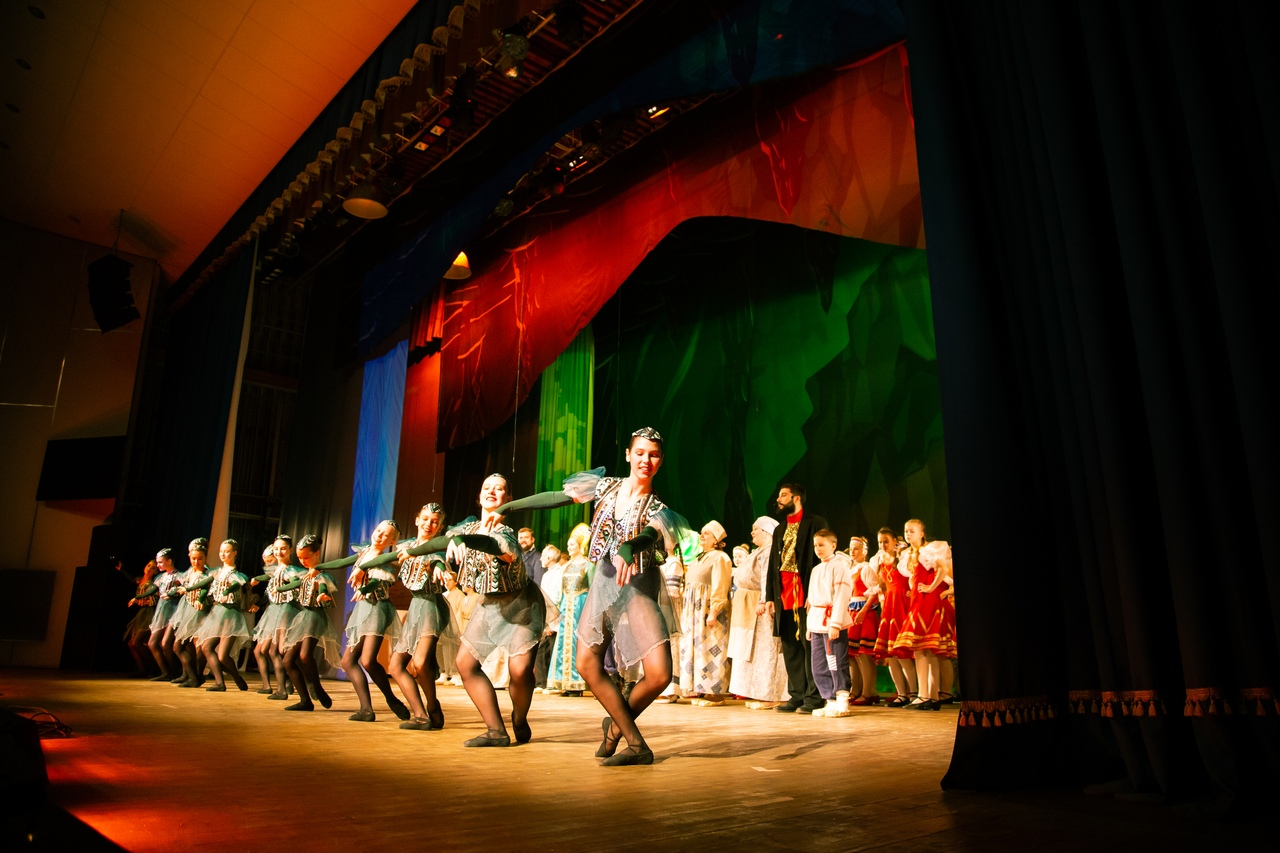
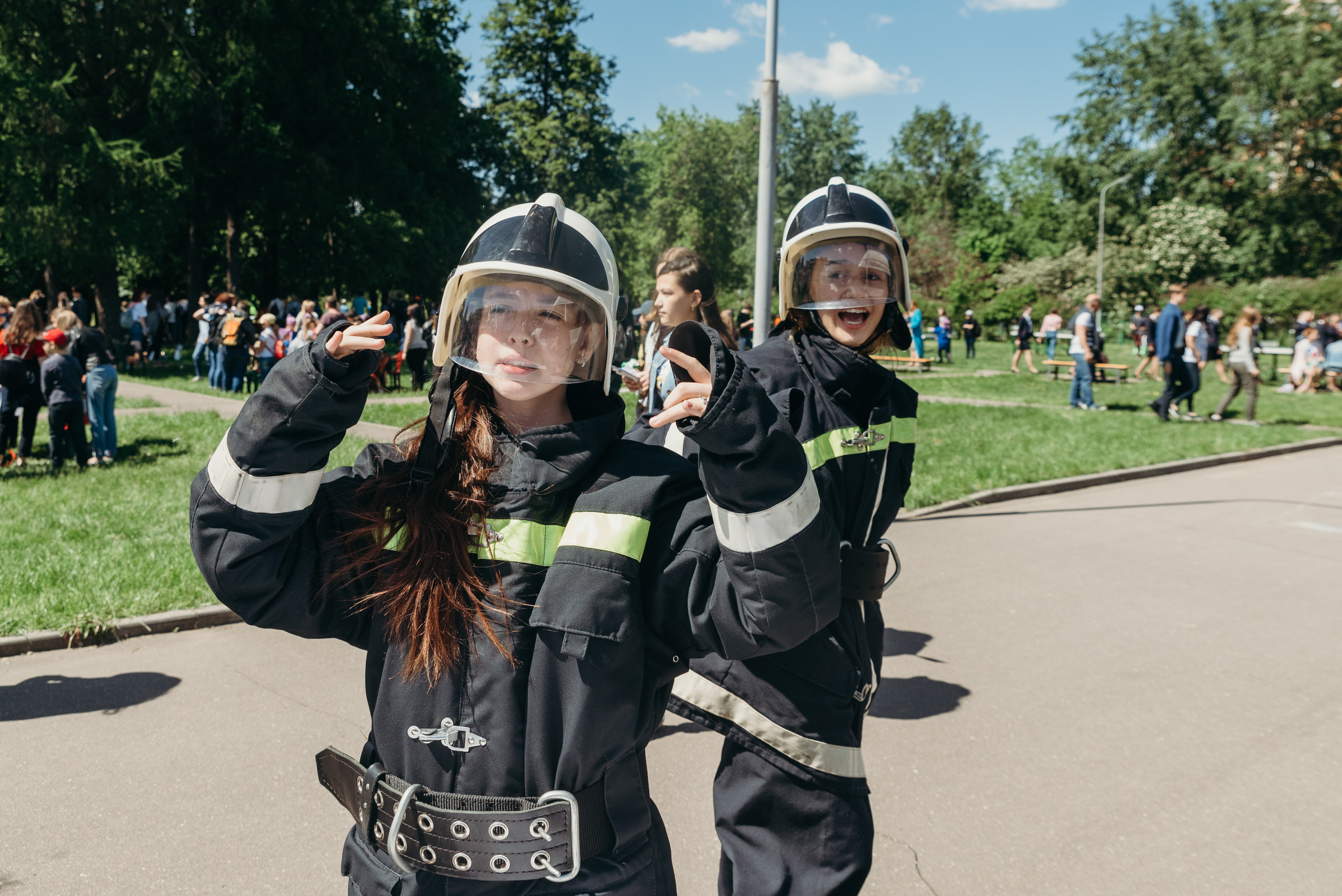
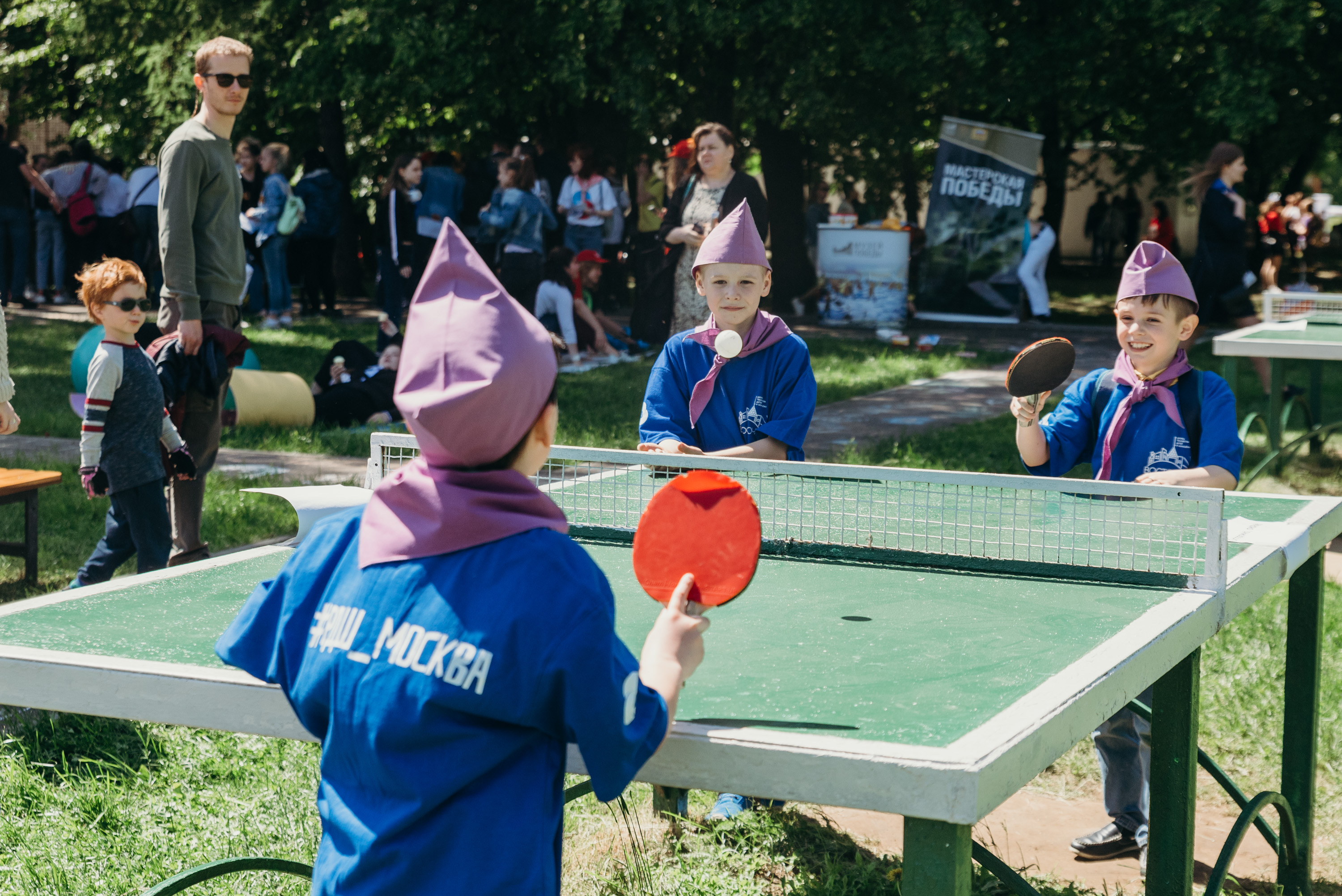
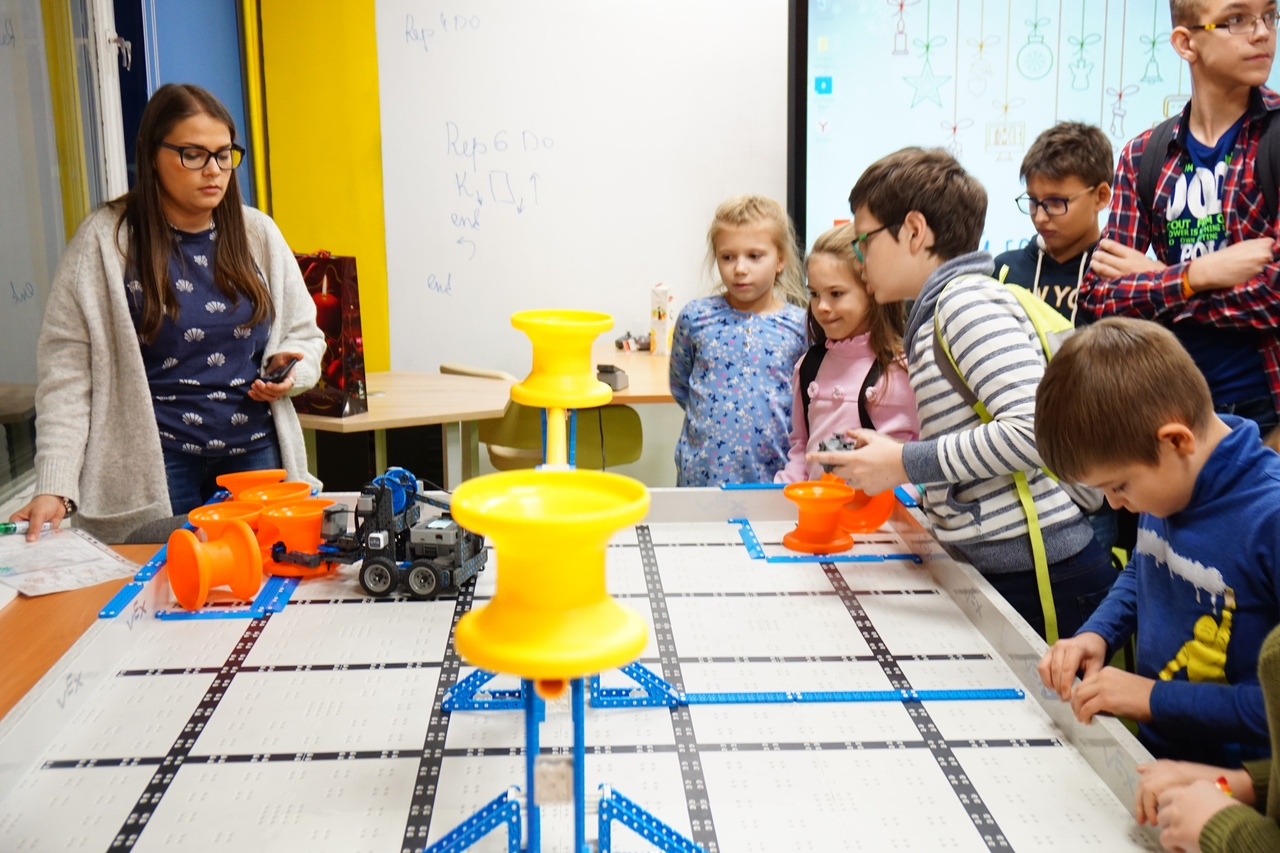
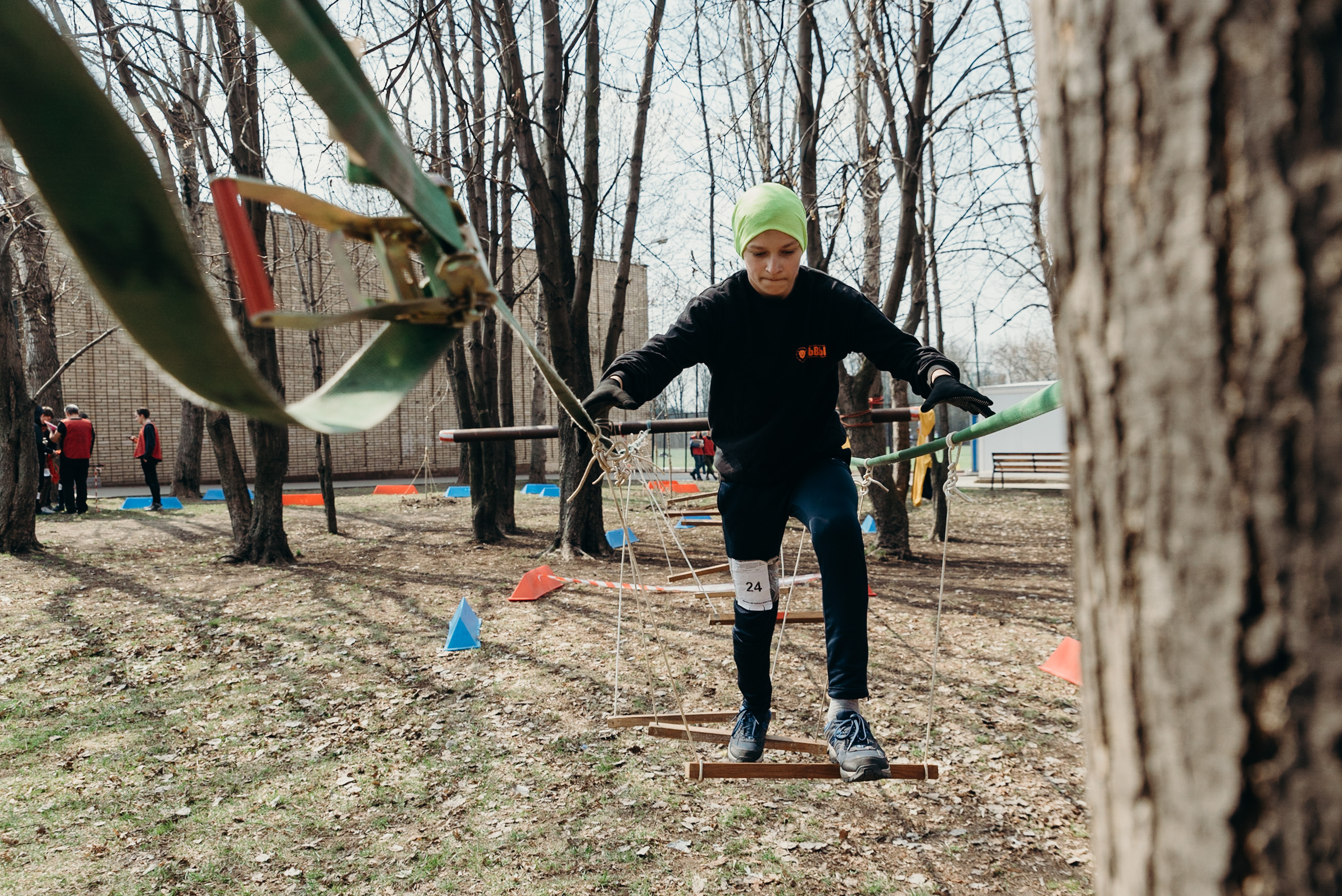
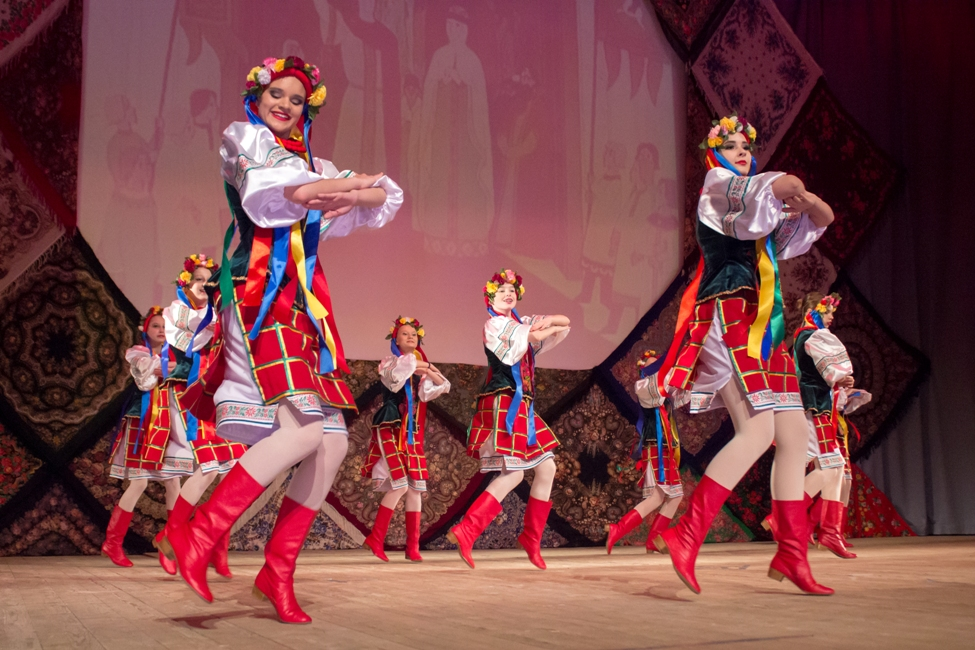
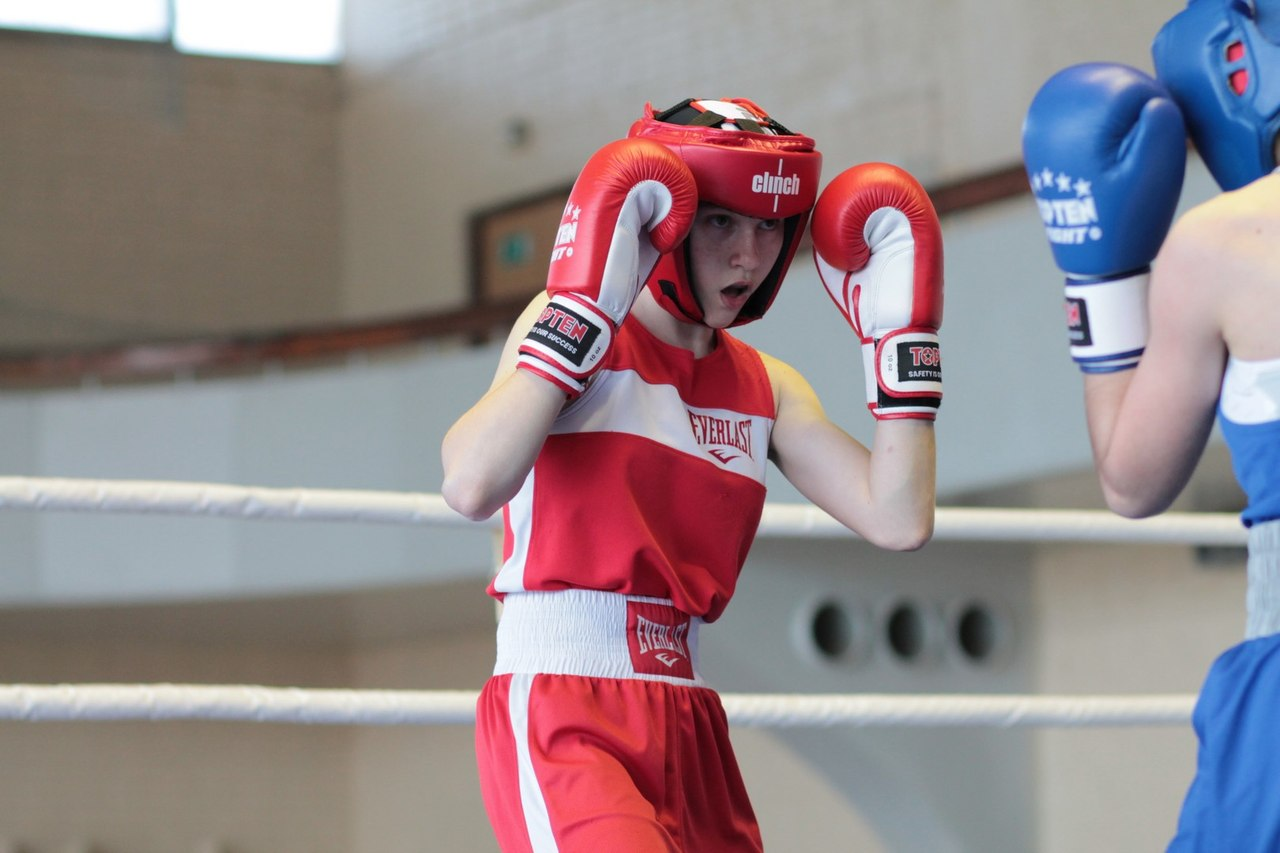
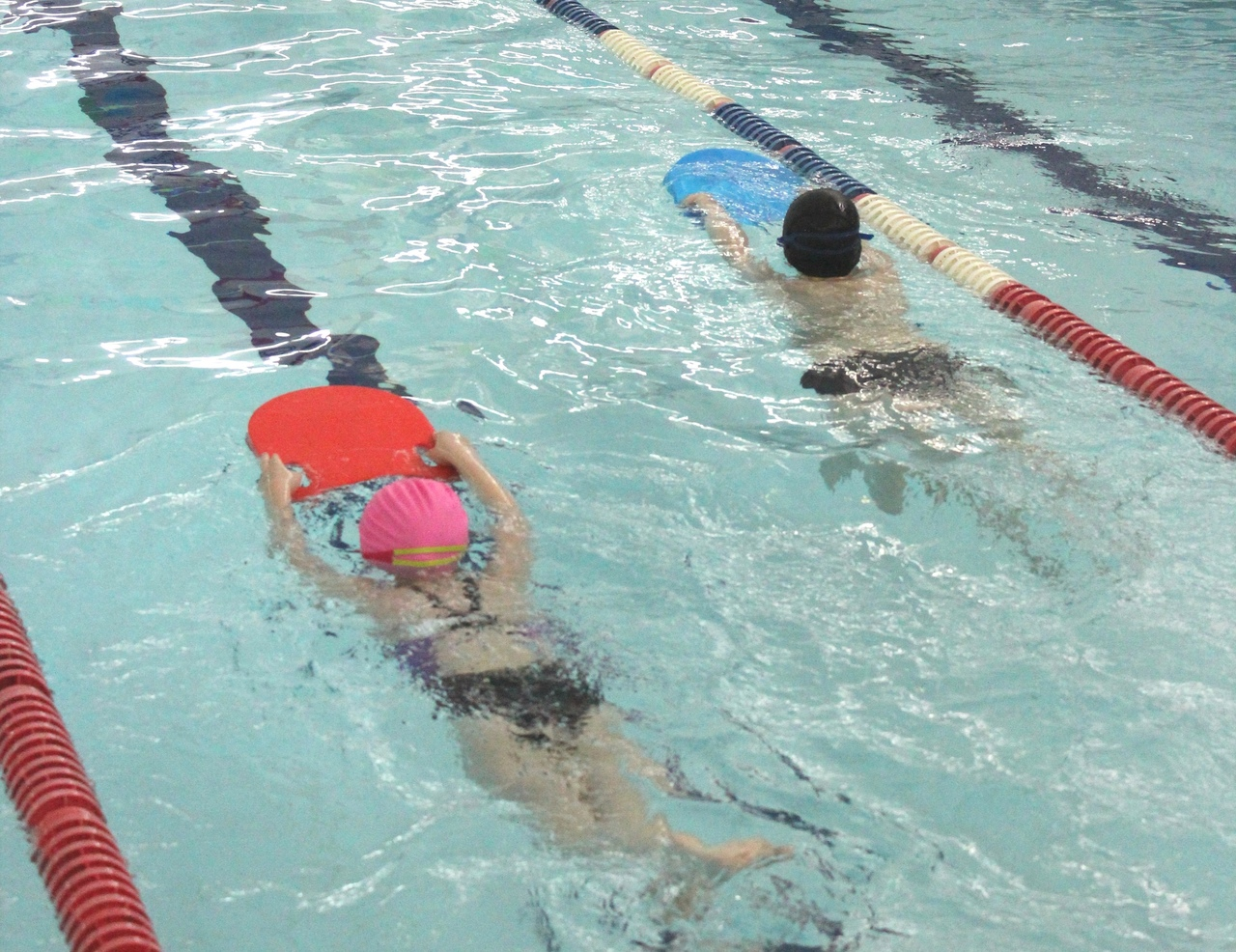
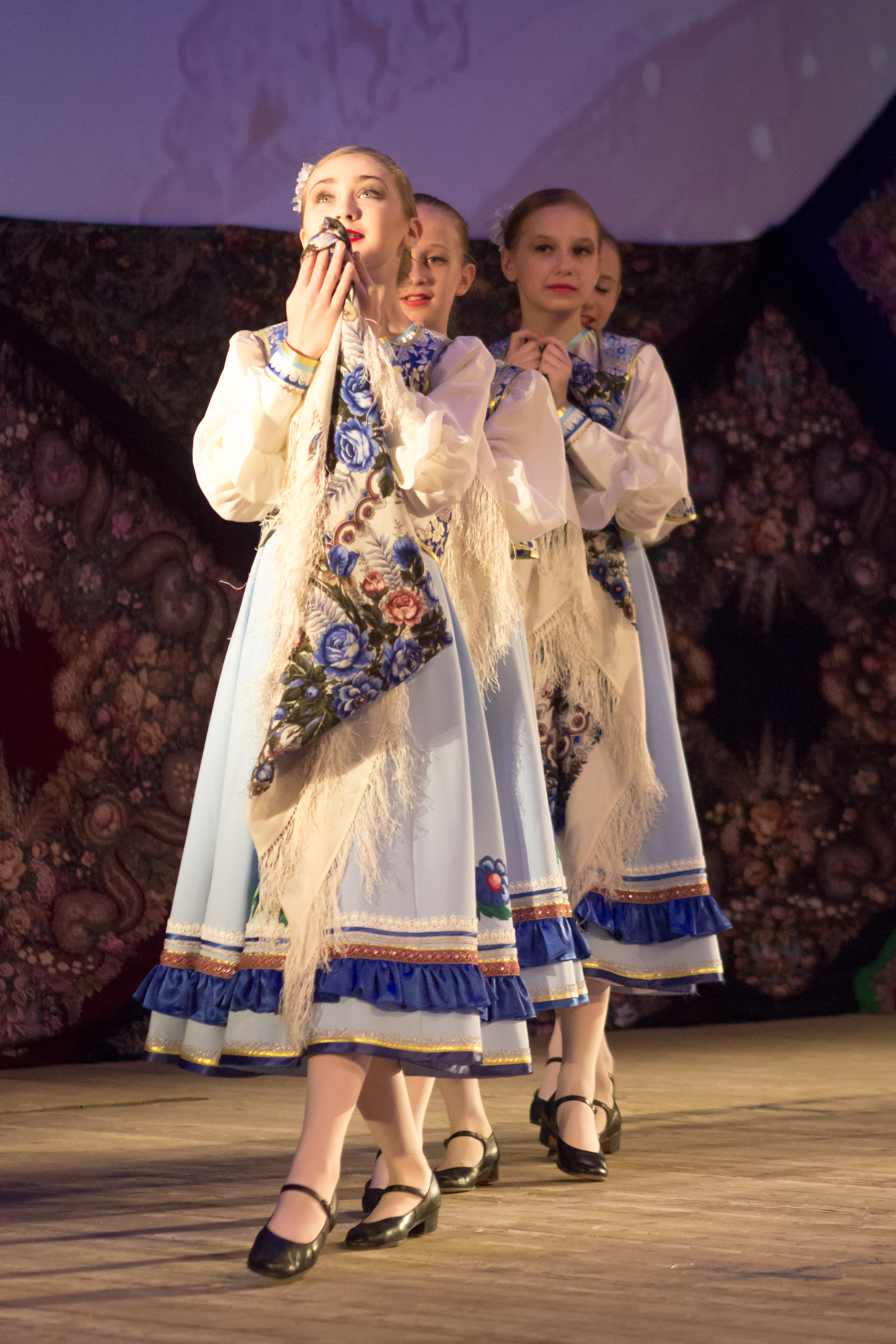
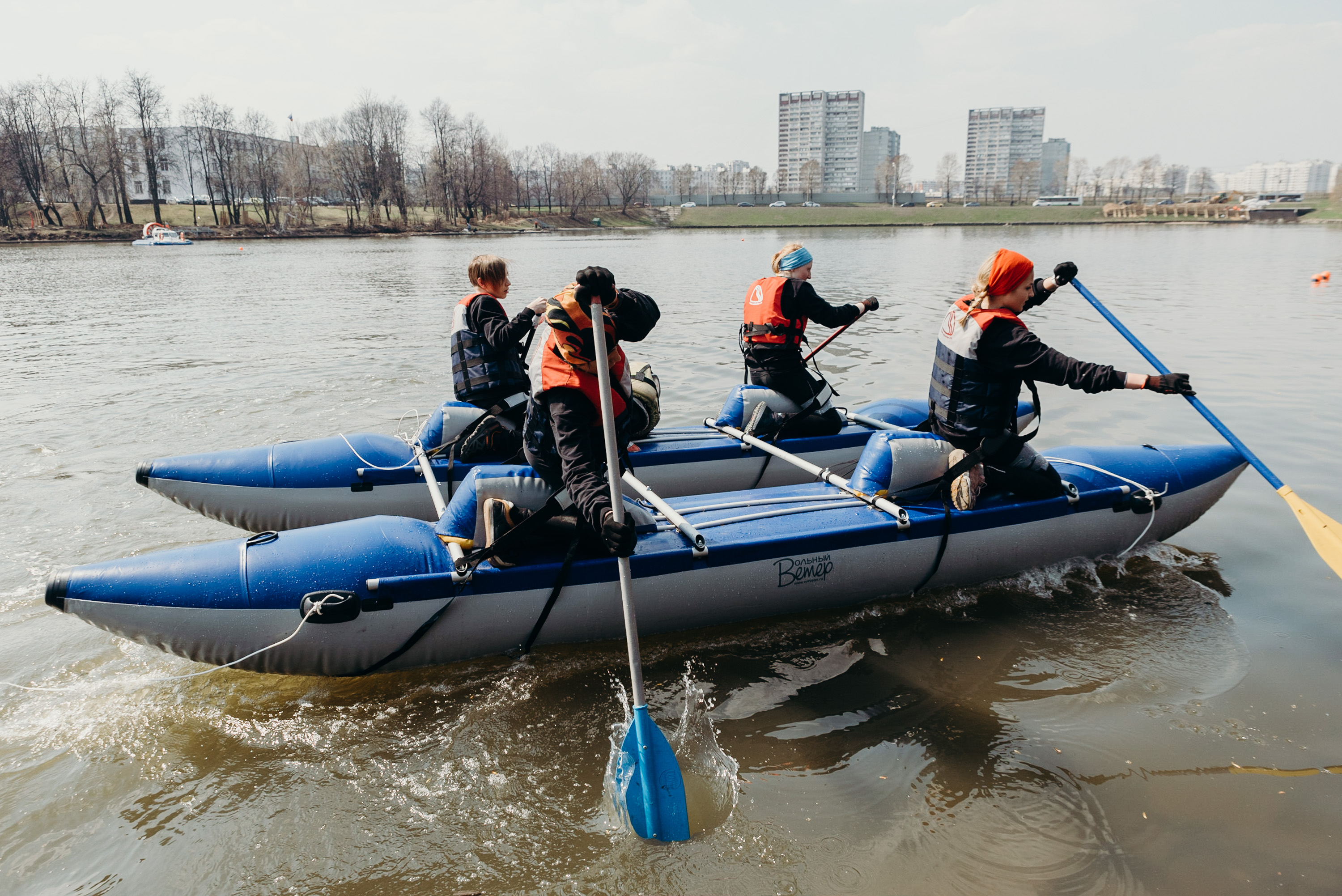
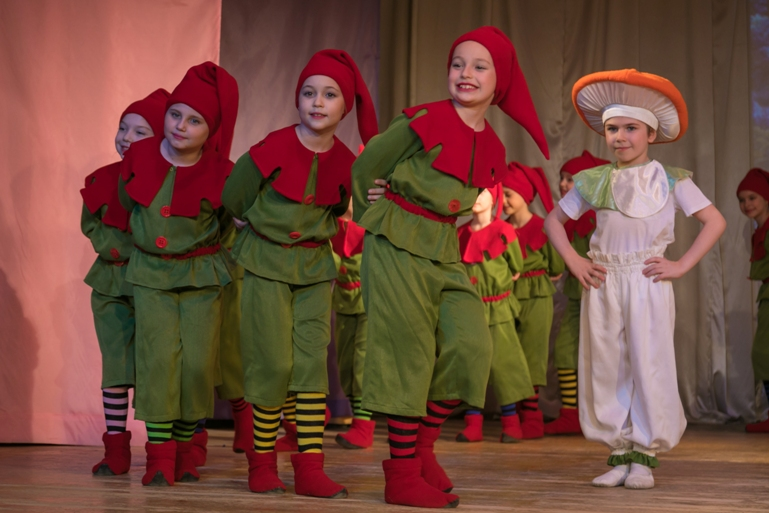

## Мероприятия
Во Дворце творчества регулярно проводятся концерты, конкурсы и фестивали, церемонии награждения. В 2014 году во дворце прошел Семейный бал «Цветок милосердия». Он был посвящён 150-летию со дня рождения Великой княгини Елизаветы Федоровны и 200-летию со дня рождения Михаила Юрьевича Лермонтова. В 2016 году состоялся концерт в честь 80-летия со дня основания дворца творчества и 50 лет с открытия нового здания на улице Шкулева. В 2017 году во Дворце творчества прошло чествование юношеской сборной Москвы по каратэ и награждение лучших спортсменов общероссийской физкультурно-спортивной общественной организации «Союза Киокушин каратэ России».
Воспитанники Дворца творчества являются лауреатами и дипломантами различных конкурсов, победителями значимых спортивных соревнований, участниками социально-образовательных и научно-технических проектов. Спортсмены, занимающиеся во Дворце, входят в состав сборных Москвы и России, представляют столицу и страну на всероссийских и международных соревнованиях. Дворец творчества детей и молодежи является окружным координатором по эколого-просветительской деятельности в Юго-Восточном административном округе Москвы, а также оператором по туристской деятельности по этому же округу, поэтому учащиеся регулярно принимают участие в экологических акциях и проводят экскурсии по столице.

## Награды
- Почётная грамота Московской городской думы (30 ноября 2015 года) — за заслуги перед городским сообществом[11].